# Iida Turpeinen
Iida Turpeinen   (1987) és una escriptora i acadèmica finlandesa. Ha publicat contes però és sobretot coneguda per la seua primera novel·la: El darrer gegant del mar (2023), que fou un èxit comercial i de crítica en el moment de la seua publicació. El seu treball de recerca literària se centra en les interseccions entre les ciències naturals i la literatura. El 2024 guanyà el concurs d'escriptura J. H. Erkko, un dels més antics i prestigiosos de Finlàndia.
El darrer gegant del mar és una novel·la històrica que fa un viatge en el temps i tracta del descobriment de la vaca marina de Steller i les ressonàncies d'este descobriment en els segles següents. El llibre guanyà el premi de Literatura Helsingin Sanomat i fou nominada al premi Finlàndia, al premi Torch-bearer i finalista del [https://www.livreshebdo.fr/prix-litteraires/tous-les-prix/prix-du-meilleur-livre-etranger-categorie-non-fiction?page=1. premi al Millor Llibre Estranger (2024) a França. Els drets de traducció s'han venut a més de 20 idiomes, i la traducció al valencià ha estat feta per Emma Claret Pyrhönen i publicat per l'editorial Cossetània al 2025.